# Милано, Рамона
Рамо́на Мила́но (англ. Ramona Milano; 9 ноября 1969, Торонто, Онтарио, Канада) — канадская актриса и кинорежиссёр.

## Биография
Рамона Милано родилась 9 ноября 1969 года в Торонто (провинция Онтарио, Канада) в семье Пола и Эльзы Малека.
В 1987 году Рамона окончила «Etobicoke School of the Arts».

## Карьера
Рамона дебютировала в кино в 1994 году, сыграв роль Франчески Веккио в телесериале «Строго на юг», в котором она снималась до 1999 года. В 2010—2013 года Милано играла роль Одры Торрес в телесериале «Деграсси: Следующее поколение». Всего она сыграла в 20-ти фильмах и телесериалах.
В 2010 году Рамона дебютировала в качестве режиссёра с фильмом «Беседа».

## Личная жизнь
С 25 июня 1994 года Рамона замужем за Фабио Д’Агостино. У супругов есть два сына — Митчелл Д’Агостино (род. 1998) и Александр Д’Агостино (род. 2002).

## Избранная фильмография
актриса
| Год       |   | Русское название              | Оригинальное название         | Роль             |
| --------- | - | ----------------------------- | ----------------------------- | ---------------- |
| 1994—1999 | с | Строго на юг                  | Due the South                 | Франческа Веккио |
| 2010—2013 | с | Деграсси: Следующее поколение | Degrassi: The Next Generation | Одра Торрес      |

режиссёр
- 2010 — «Беседа»/The Conversation